# Ptychohyla
Ptychohyla es un género de ranas de la familia Hylidae que se encuentra en los estados mexicanos de Chiapas, Guerrero y Oaxaca, así como también en América Central hasta el oeste de Panamá.

## Especies
Se reconocen las siguientes 13 especies según ASW:
- Ptychohyla acrochorda Campbell & Duellman, 2000
- Ptychohyla dendrophasma (Campbell, Smith & Acevedo, 2000)
- Ptychohyla erythromma (Taylor, 1937)
- Ptychohyla euthysanota (Kellogg, 1928)
- Ptychohyla hypomykter McCranie & Wilson, 1993
- Ptychohyla legleri (Taylor, 1958)
- Ptychohyla leonhardschultzei (Ahl, 1934)
- Ptychohyla macrotympanum (Tanner, 1957)
- Ptychohyla panchoi Duellman & Campbell, 1982
- Ptychohyla salvadorensis (Mertens, 1952)
- Ptychohyla sanctaecrucis Campbell & Smith, 1992
- Ptychohyla spinipollex (Schmidt, 1936)
- Ptychohyla zophodes Campbell & Duellman, 2000